# 李皇后 (刘守光)
李皇后（？—914年），五代时期大燕皇帝刘守光的皇后。

## 生平
后梁乾化元年（911年），幽州节度使刘守光在幽州自称大燕皇帝，立妻子李氏为皇后，改年号为应天。应天三年（913年）大燕被晋王李存勖所灭，刘守光夫妻被俘虏。次年，刘守光夫妻被李存勖处死。